# پرندگان خشمگین استلا
پرندگان خشمگین استلا (به انگلیسی: Angry Birds Stella) یک نسخه به روز شده از پرندگان خشمگین (انگری بردز) می‌باشد که در تاریخ ۴ سپتامبر ۲۰۱۴ منتشر شده‌است. حضور ماجراجویانه استلا در جزیرهٔ طلایی و دیدن شخصیت‌های جدیدی که برای این بازی ساخته شده‌است یکی از مهم‌ترین ویژگی‌های این بازی که باعث جذابیت هرچه بیشتر آن گردیده است.

## قسمت‌ها
| # | قسمت         | مراحل | تاریخ عرضه     |
| - | ------------ | ----- | -------------- |
| ۱ | Branch Out   | ۶۶    | ۴ سپتامبر ۲۰۱۴ |
| ۲ | Beach Day    | ۶۵    | ۴ سپتامبر ۲۰۱۴ |
| ۳ | Wall of Pigs | ۵۹    | ۴ سپتامبر ۲۰۱۴ |

## سناریو بازی
انگری بردز استلا درست مانند نسخه اولیه پرندگان خشمگین به کمک تیرکمان سنگی به تخریب ساختمان‌ها و خوک‌ها می‌پردازد. در طی این بازی کاربر با شخصیت‌های مختلفی مواجه خواهد شد.

## شخصیت‌ها
- پاپی: کمدین و موزیسین گروه، که عاشق شوخی و خنده است.
- ویلو: یک رویاپرداز که خیلی خجالتی و ساکت است؛ اما به طرز باورنکردنی هنرمند می‌باشد.
- دالیا: در هر گروهی از دوستان یک فرد عجیب و غریب و شاید هم فریبکار وجود دارد.
- گیل: پرندهٔ خوبی بود که بد شد، وی در کل خیلی طلا دوست دارد.
- لوکا: جوان‌ترین و تنها پسر گروه است، یادتان نرود که وی رو بچه صدا نکنید.
- استلا: هنگامی که شروع به درخشش می‌کند قصد رفتن دارد.[۲]

## سایر
انگری بردز استلا از نظر طراحی و رنگ بیشتر برای مخاطبان زن طراحی ساخته شده‌است، رنگ‌بندی صورتی شخصیت اصلی بازی تأیید کننده این مدعاست. در این بازی از سیستم تله پاد (به انگلیسی: Telepod) استفاده شده‌است که جهت استفاده برخی از شخصیت‌های بازی ابتدا باید عروسک به صورت دیجیتال یا فیزیکی خریداری شده و به وسیله رمزی که بر روی آن قرار داده شده به ادامه بازی پرداخت. این ساختار اولین بار در نمایشگاه اسباب بازی در سال ۲۰۱۴ مورد استفاده قرار گرفت.

## درآمد بازی پرندگان خشمگین
بازی پرندگان خشمگین استلا (انگری بردز استلا) تا تاریخ ۴ سپتامبر ۲۰۱۴ بیش از ۲ میلیون بار دانلود شده‌است. این بازی هم‌اکنون برای سه پلت فرم اندریو، آی او اس و بلک بری در دسترس می‌باشد.
سال مالی ۲۰۱۳ برای شرکت راویو سال بسیار سختی بود چرا که میزان سود این شرکت به ۳۷٫۳ میلیون دلار رسید که نسبت به سال قبل از آن ۳۹٫۵ میلیون دلار کمتر درآمد داشت؛ که علت اصلی این کاهش درآمد، افزایش هزینه‌های مربوط به کارکنان و همچنین تنوع دادن برند انگری بردز بوده‌است.
شرکت راویو در حال برنامه‌ریزی جهت تولید ساخت فیلمی با نام انگری بردز، تا سال ۲۰۱۶ می‌باشد که توسط استودیو انیمیشن سازی راویو ساخته شود.